# 佛羅里達 (麻薩諸塞州)
佛羅里達（英語：Florida）是一個位於美國麻薩諸塞州伯克夏縣的鎮。

## 人口
根據2020年美國人口普查的數據，佛羅里達的面積為63.70平方千米，當中陸地面積為63.10平方千米，而水域面積為0.60平方千米。當地共有人口694人，而人口密度為每平方千米11人。